# 마베리 대 매디슨 사건

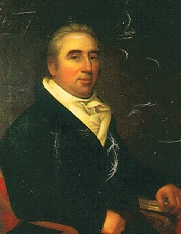
윌리엄 마베리

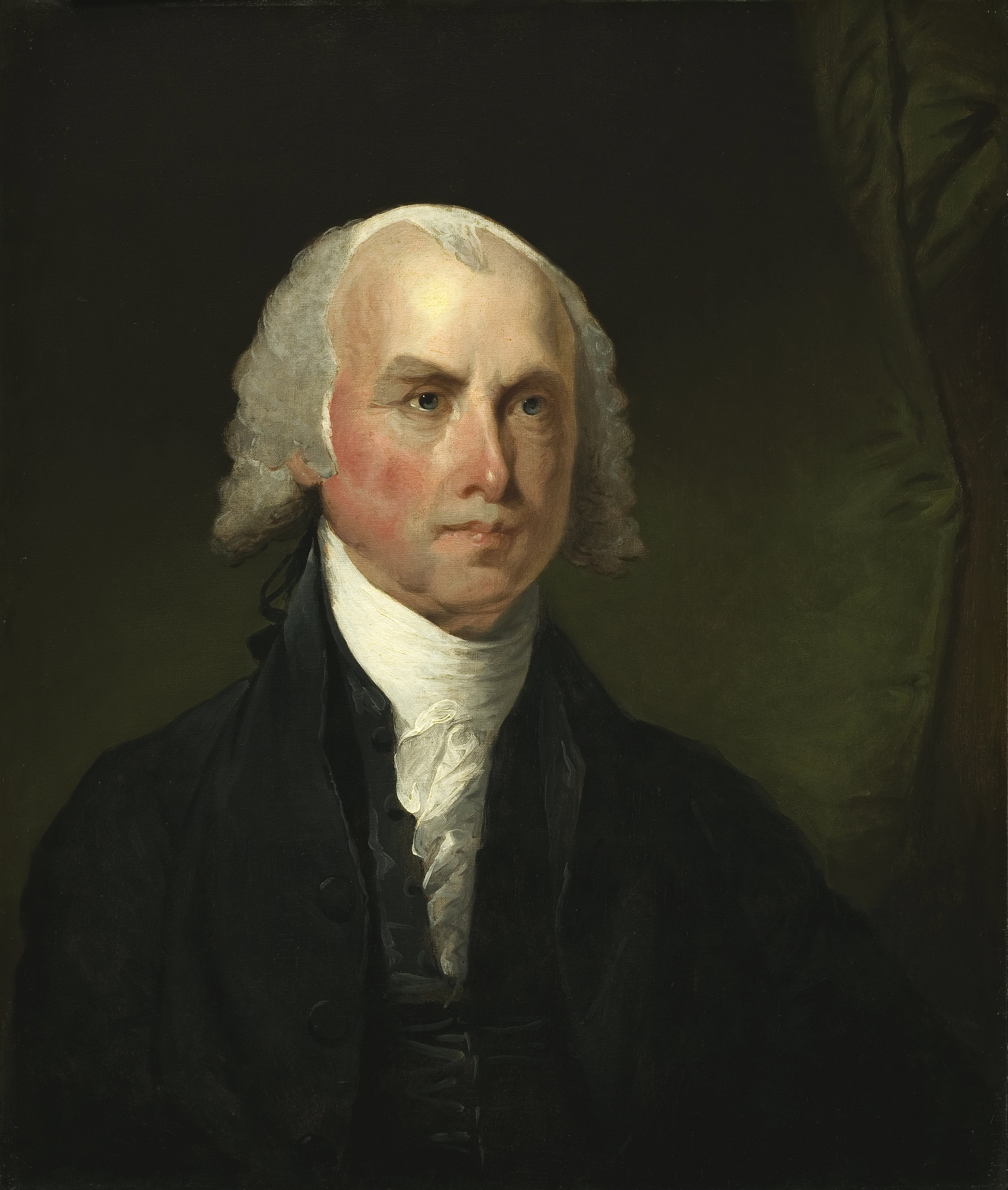
제임스 매디슨 당시 국무장관. 후에 미국 제4대 대통령이 되었다.

마베리 대 매디슨(Marbury v. Madison) 사건은 세계 사법심사(judicial review)의 중요 판례로 이를 시작으로 각국의 헌법재판이 활성화되었다. 미국 연방헌법 제3조에 의한 판결이다.

## 사실관계
연방파인 제2대 존 아담스 대통령이 임기 종료 하루 전인 1801년 3월 2일에 법원조직법을 통과시켜 연방판사들의 수를 늘리고 워싱턴 D.C. 구역의 연방법원 판사 42명을 모두 연방파 사람들로 임명했다. 임기 종료일인 3월 3일 대통령이 임명장을 서명하였고, 국무장관 존 마샬도 서명하였다. 그러나 밤새 모든 임명장을 전달하는 것은 불가능하였고, 그 다음날 반대파인 주권파(또는 공화파라고도 한다)인 제3대 토머스 제퍼슨 대통령의 임기가 시작되었다.
토머스 제퍼슨은 대통령선서가 끝나자마자, 새 국무장관인 제임스 메디슨이 도착하기전까지 국무장관 업무를 보던, 새 법무장관인 레비 링컨에게 아직 전달되지 않은 임명장에 대해서 전달하지 않을 것을 명령한다. 새로 임명된 판사 중의 한 명인 마베리와 다른 세 명은 법원에 임명장을 교부하게 해달라고 소송을 내었다. 미 연방 대법원은 마베리의 청구가 미 연방 헌법 제3조의 사법부의 사법심사 대상이므로, 이를 각하했다. 당시 대법원장이었던 존 마샬은 전임대통령 아담스 대통령 정권에서 국무장관을 지냈고, 동시에 새로운 법조를 꾸려 갈 대법원장의 자리에 있었던 관계로, 아담스 대통령의 구정권과 제퍼슨 대통령의 신정권 사이에서 사법부를 지킬 수 있는 판결을 이끌어 냈다.
미국 제2대 대통령과 제3대 대통령의 미국 최초의 여야 정권교체 과정에서 발생한 이 사건을, 당시 독립 건물도 없이 연방 의회 건물 한 편에서 재판하던 미 연방 대법원이, 헌법에 위배되는 의회의 법률은 법원에 의해 위헌무효로 판결될 수 있다고 세계 최초로 판결하였다. 의회 건물에 세들어 살던 대법원이 집주인 의회가 만든 법률을 헌법의 이름으로 찢어버린 사건이다.
이후 이 판결을 시작으로 하여, 사법심사가 전 세계에 퍼졌으며, 21세기 현재 사법심사(judicial review) 또는 헌법재판은 전 세계 각국이 모두 도입하고 있는 추세다.

## 마베리 이전의 사건
마베리 판결이 사법심사의 시작이라고 일반적으로 알려져 있지만, 그 기원이 되는 사상은 이전의 판례에 있었다. 대표적인 것인 1610년 영국의 에드워드 코크 경의 보넘 판결(Bonham`s case)이다. 에드워드 코크는 의회의 특권이 판례로부터 나오고 그것에 구속된다고 지적했으며, 1610년의 보넘 판결(Bonham`s case)에서 "의회제정법이 일반권리 또는 이성에 반하거나, 모순되거나, 실행이 불가능한 경우에는 보통법(common law)이 그것을 통제하며 그러한 법을 무효라고 결정할 것이다"라고 했다.

## 같이 보기
- 사법심사
- 헌법재판소
- 에드워드 코크